# Concepción Mendizábal Mendoza
Concepción Mendizábal Mendoza (Ciutat de Mèxic, 4 de maig de 1893 - 23 de novembre de 1985) va ser la primera enginyera civil mexicana.

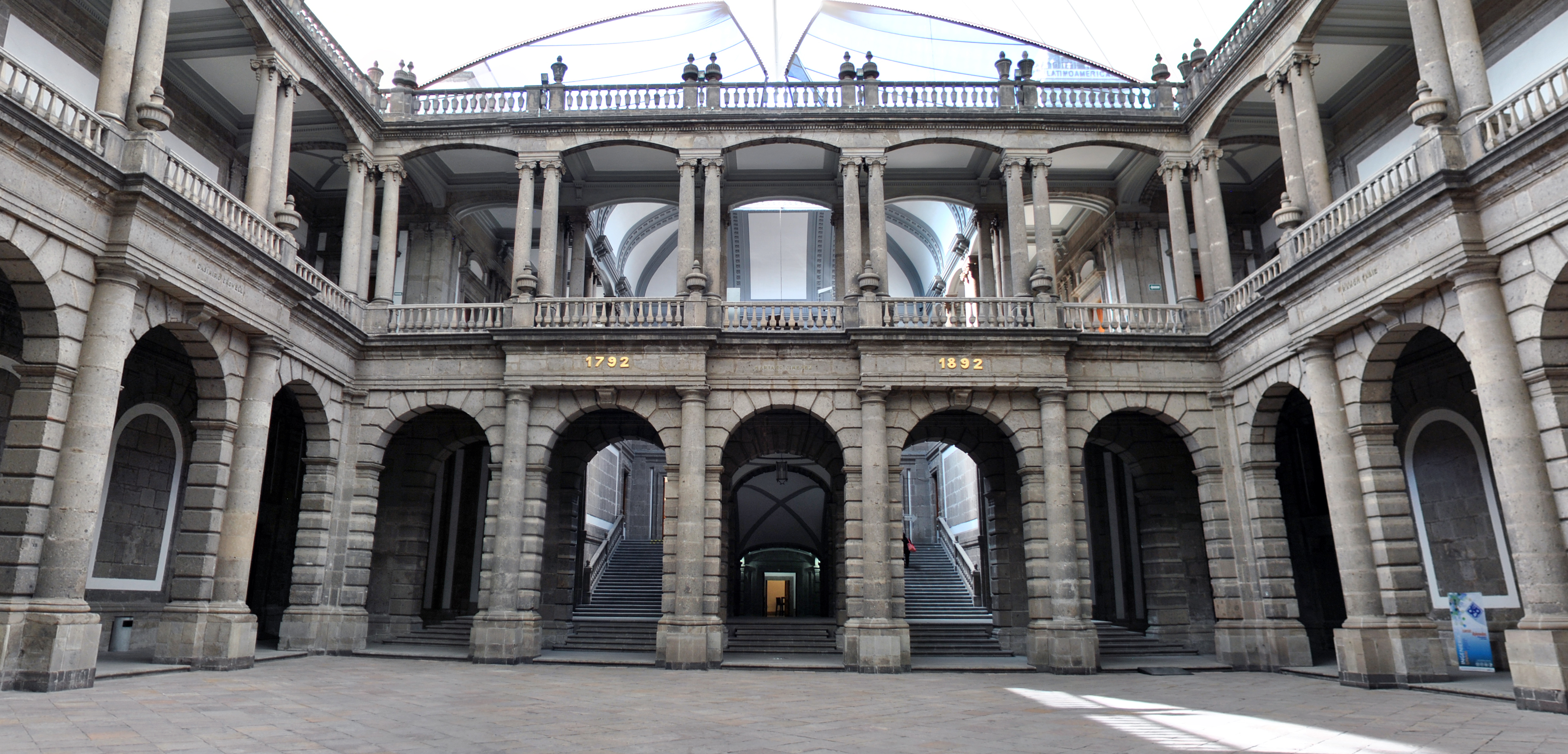
Pati del Palacio de Minería, on Concepción Mendizábal Mendoza va estudiar enginyeria civil

## Antecedents
Al Palacio de Minería, va tenir la seva seu la Escuela Nacional de Ingenieros (ENI) creada el 1782 com a Real Seminario de Minería, bressol d'enginyers de la Nueva España i primer centre d'ensenyament científic del continent americà. En 148 anys va tenir només alumnes homes, i encara cap a 1900 hi havia 250 estudiants d'enginyeria al país, però cap dona entre ells. El fet que una dona cursés una «carrera d'homes», era motiu d'escàndol social, doncs significava desafiar els «bons costums».
El 1909, Dolores Rubio Ávila va iniciar els seus estudis. Moltes fonts afirmen que no es va graduar, però l'enginyer Federico Juárez Andonaegui assegura el contrari en la seva Historia de la Ingeniería: «La primera dama a rebre el Títol d'Enginyer Metal·lurgista va ser la C. Dolores Rubio Àvila el 1910.» En el que hi ha coincidències és que Rubio Ávila va ser la primera dona que va obtenir un càrrec al Gabinete de Mineralogía, Geología y Paleontología de la Escuela Nacional de Ingeniería.

## Trajectòria
Va ser filla del famós enginyer Joaquín de Mendizábal y Tamborrel (1852-1926), qui la va encoratjar i va motivar per estudiar. «Part de l'èxit de Mendizábal va ser el seu nucli familiar; va tenir un pare visionari, enginyer també, i graduat de la mateixa escola. Amb el seu suport i la inspiració per dedicar-se al mateix que ell, aquesta noia per fortuna recolzada, va aconseguir allò inèdit en un país considerat masclista».
De 1913 a 1917, Concepción va cursar l'educació bàsica i va ingressar en la Normal para Maestras de la capital, inscrivint-se, posteriorment, als cursos de matemàtiques superiors impartits a l'Escola d'Alts Estudis.
El 1921, la Escuela Nacional de Ingerieros comptava amb tan sols quatre dones, de les quals ni tan sols Concepción s'havia graduat, ja que, al no posseir certificat de batxillerat, el seu registre acadèmic es va fer en qualitat d'oïdora. No va ser sinó fins a 1926 quan va aconseguir regularitzar la seva situació acadèmica, obtenint el passi definitiu i inscrivint-se als cursos d'enginyeria civil, succés que es va veure eclipsat amb la mort del seu pare aquest mateix any. Malgrat això, aquesta vicissitud no va ser un obstacle per a Concepción, que va acabar la carrera el 1927.
Així, el gener de 1930, va sol·licitar data d'examen professional, el qual va ser programat per a l'11 de febrer del mateix any al saló de Solemnitats de la Facultat d'Enginyeria, obtenint el títol d'enginyera civil en sustentar l'examen amb la seva tesi: Proyecto de una torre elevada de concreto armado para 300 m3 de agua, de 20 metros de alto con un mirador en la parte superior; desarrollando los principales detalles de la construcción. El seu jurat va estar compost pels professors i enginyers Claudio Castro (president), Alberto Barocio (secretari) i els sinodals Salvador Medina, Ángel Peimbert i Eugenio Kleimberg. A l'acta de l'examen s'afirma que Concepción va ser la primera enginyera: «Fem constar que la Srta. Mendizábal és la primera dona que en la Facultat d'Enginyeria de la Universitat Nacional ha obtingut el títol d'Enginyera Civil.»
Sobre l'obtenció del títol per Mendizábal, la Revista de Ingeniería va publicar el següent:
| « | Ben sabut és que en el nostre medi la intervenció de la dona en aquells camps professionals que semblen ser exclusius del domini de l'home és una tasca àrdua i desesperant per a ella; no obstant això, a les nostres facultats s'han graduat algunes dones i no és una novetat saber que existeixen doctors o advocats dones. Tanmateix, la carrera d'enginyer havia quedat fora de les aspiracions dels anhels femenins. La rigidesa de les matèries que constitueixen el seu ensenyament, la inadequació per a la dona d'abordar molts dels treballs que constitueixen l'activitat de l'enginyer sens dubte fan en gran part inaccessible per a la dona aquesta difícil i noble professió; per això ressalta l'actitud, constància i decidida voluntat de la Srta. Mendizábal a iniciar, continuar i aconseguir amb èxit la seva carrera | » |

A més de la seva tesi, Mendizábal va lliurar la seva Memoria de las Prácticas, que va realitzar com a estudiant de l'ENI, com s'usava abans de la reforma acadèmica que es va donar a la Universitat en aconseguir la seva autonomia el 1929. Ella va realitzar pràctiques de materials en el Laboratori d'Assaigs de Materials de l'Escola i en el de la Comissió Nacional de Camins.
Ana Paula Torres Díaz va dir de Mendizábal: «La primera Enginyera Civil, que a més va ser admirada per la seva intel·ligència per part dels seus mestres, va ser un inici d'una altra perspectiva; tot i els ulls de la societat clavats en la seva decisió, la seva claredat va ser l'utensili poderós per fer-se camí.»
Mendizábal va dur a terme una destacada tasca com a Protosecretaria de la Sociedad Científica Antonio Alzate, de la qual el seu pare va ser un dels fundadors. El 1934 va ser coautora de l'Índex general per autors i matèries dels toms 1 al 52 (1887-1931) de les Memòries' i Revista de la Sociedad Científica Antonio Alzate, juntament amb Rafael Aguilar i Santillán, soci fundador i secretari perpetu de la Societat.

## Primeres enginyeres graduades a l'Escola Nacional d'Enginyeria de Mèxic
Primeres enginyeres graduades a l'Escola Nacional d'Enginyeria (ENI) de Mèxic, fins a 1969:
1.- Concepción Mendizábal (enginyeria civil, 11 de febrer de 1930)
2.- Laura Cuevas Bulnes (enginyeria civil, 31 de gener de 1938)
3.- María del Carmen Grimaldo y Cantero (enginyeria civil, 1 de juliol de 1939)
4.- Ángela Alessio Robles (enginyeria civil, 7 de desembre de 1943)
5.- Elia Mendieta Márquez (enginyeria civil, 1944)
6.- Angelina Pérez López de Hinojosa Franco (enginyeria civil, 1944)
7.- Ana María Cavero del Valle (enginyeria civil, 1946)
8.- Amalia Cavero Villanueva (enginyeria civil, 1946)
9.- María Elena Barraza Gutiérrez (enginyeria civil, 1947)
10.- Graciela López Núñez de Castellanos (enginyeria civil, 1947)
11.- Leda Speziale San Vicente (enginyeria civil, 1954)
12.- California Odha Zertuche Díaz (enginyeria civil, 1954)
13.- Enriqueta García Amaro (enginyeria topogràfica, 1956; era estudiant de l'ENI el 1948)
14.- María Luisa Silva Puga (enginyeria civil, 1969; era estudiant de l'ENI el 1948)
15.- Josefa Cuevas de Sansores (enginyeria geològica, 7 d'octubre de 1950)

## Premi Ruth Rivera
El 1974, Mendizábal va ser reconeguda amb el Premi «Ruth Rivera» juntament amb la primera arquitecta mexicana, la veracruzana María Luisa Dehesa. Va presidir la cerimònia el rector de la Universitat Nacional Autònoma de Mèxic (UNAM), Guillermo Soberón Acevedo.